# Alma Theodora Lee
Alma Theodora Lee, née le 12 avril 1912 à Tingha en Nouvelle-Galles du Sud et morte le 20 octobre 1990 à Wellington, est une botaniste et taxonomiste végétale australienne. 
Elle contribue à réaliser et développer l'Herbier national de Nouvelle-Galles du Sud, à l'université de Sydney et au Commonwealth Scientific and Industrial Research Organisation (CSIRO). 
Elle est connue pour avoir élevé le niveau de la botanique systématique en Australie et pour ses révisions du classement de Swainsona et Typha. Elle étudie également les Fabacées avec ses collègues,,. Elle décrit plus de quarante espèces.

## Formation et vie personnelle
Alma Theodora Melvaine naît en 1912 à Tingha, une petite ville du nord de la Nouvelle-Galles du Sud. Elle est la fille de Wallace Melvaine, un chercheur d'or et pilote de drague. Soucieuse de l'éducation de leur fille, la famille déménage à Sydney pour qu'Alma puisse fréquenter l'école Ascham à Edgecliff, où elle est scolarisée de 1920 à 1930,.
Elle passe une grande partie de sa vie dans la banlieue de Sydney, à Hornsby, avec la brousse et de nombreuses plantes à proximité. Au cours de ses dernières années, elle habite à Bayview.
Elle épouse l'entomologiste David Lee en 1941. Ils se séparent en 1974 puis divorcent. Ils ont eu deux fils, James et Alister.

## Carrière botanique
Elle obtient en 1934 un bachelor en sciences de l'université de Sydney avec spécialisation en botanique et en géologie. Elle obtient un master en sciences de l'université de Sydney en 1936, sous la direction du professeur Theodore Osborn,. 
Durant cette période, elle élargit son intérêt et ses connaissances sur les familles végétales avec d'autres étudiants lors d'excursions à Bulli, à Colong Caves et à Barrington Tops. Alors qu'elle est encore étudiante, elle rejoint l'Herbier national de Nouvelle-Galles du Sud, qui fait alors partie du Jardin botanique royal de Sydney.
Elle passe un an à la section d'introduction des plantes du CSIR (devenu ensuite le CSIRO) à Canberra, où elle recommande la création d'un herbier, qui est réalisé par Nancy Tyson Burbidge et rebaptisé plus tard Herbier national australien,.
Alma Lee revient à l'Herbier national de Nouvelle-Galles du Sud en 1938 comme botaniste jusqu'en 1947, année où elle s'en éloigne pour élever ses deux fils. Vers le début des années 1960, Alma Lee retourne à temps partiel à l’Herbier de Sydney. Elle est chercheuse associée honoraire de 1982 à 1986,. La liste des espèces qu'elle a particulièrement étudiées est répertoriée sur bionomia.

## Hommage posthume
Le numéro de mars 1991 de la revue Telopea est dédié à sa mémoire.